# Friederike von Hannover

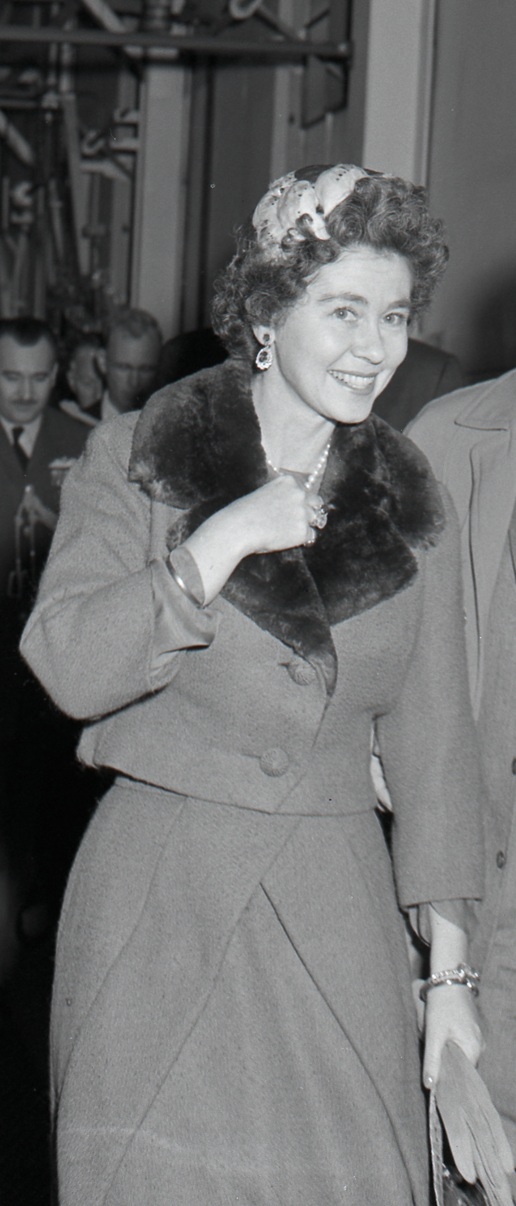
Friederike als Königin (1958)

Friederike Luise Thyra Victoria Margarita Sophia Olga Cecilia Isabella Christa Prinzessin von Hannover, Herzogin zu Braunschweig-Lüneburg, genannt Freddie (auch Friederica Luise; * 18. April 1917 in Blankenburg (Harz); † 6. Februar 1981 in Madrid) war von 1947 bis 1964 Königin von Griechenland. Einerseits war ihr Wirken durch soziales Engagement geprägt, ihre spätere politische Einflussnahme beschädigte jedoch nachhaltig ihren Ruf.

## Leben

### Kindheit und Jugend
Friederike von Hannover wurde als einzige Tochter von Herzog Ernst August von Braunschweig (1887–1953) und dessen Gemahlin Viktoria Luise (1892–1980), der Tochter Kaiser Wilhelms II., im Kleinen Schloss in Blankenburg geboren. Dort und im österreichischen Gmunden verlebte sie ihre Kindheit. Ihr Studium absolvierte sie in England und Florenz.

#### Aktivitäten im Nationalsozialismus

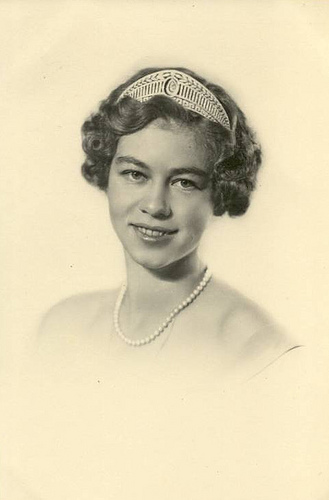
Prinzessin Friederike in den 1930er Jahren.

Wie ihre Eltern unterstützte auch Friederike die nationalsozialistische Ideologie. Sie wurde in der NS-Presse besonders gelobt, da sie im Arbeitsdienst ihre Pflicht tat „wie eine ganz gewöhnliche Deutsche“.
1935 nahm sie mit ihrer Mutter Viktoria Luise an einem Treffen in Hitlers Wohnung in München teil, bei dem  auch Joseph Goebbels, Joachim von Ribbentrop, Winifred Wagner und der englische Faschistenführer Oswald Mosley anwesend waren.
Hitlers Plan, sie mit dem Fürsten von Wales zu verheiraten, schlug fehl. Anlässlich ihrer Verlobung mit Prinz Paul von Griechenland  versicherte sie ihren Freunden, „sie würde im Ausland viel für das Dritte Reich leisten können.“

### Ehe

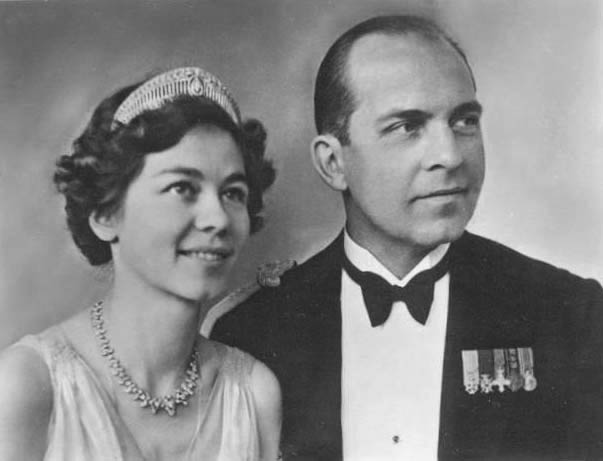
Prinzessin Friederike und Prinz Paul (1939).

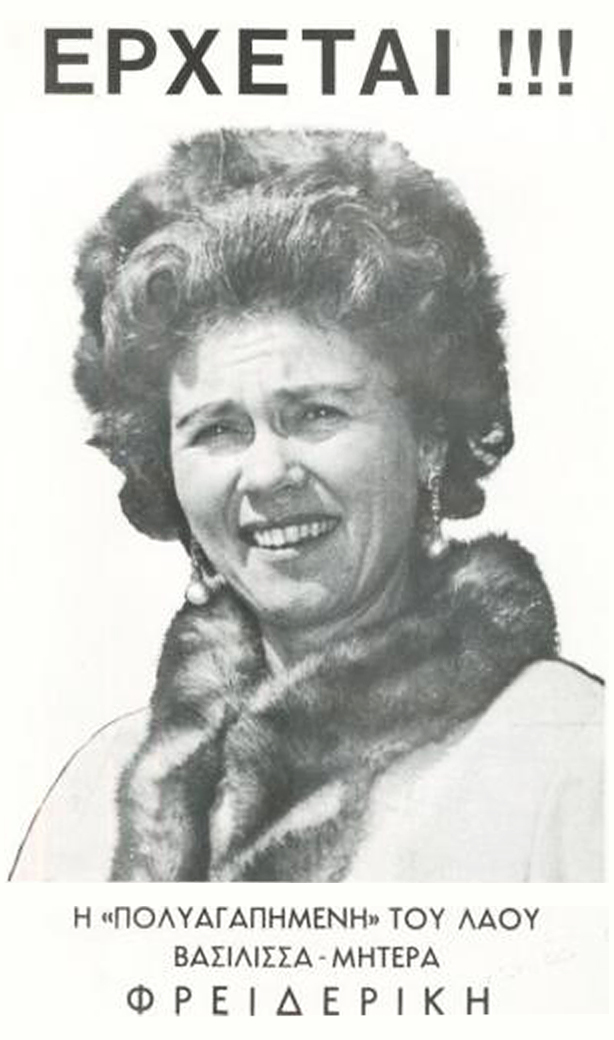
Anti-monarchistisches Plakat mit dem Konterfei der „geliebten“ Königinmutter im Vorfeld der Volksabstimmung 1974

Im Januar 1938 heirateten sie und Prinz Paul von Griechenland, den sie bereits in Florenz kennengelernt hatte. Er hielt 1936 – während er sich zu den Olympischen Spielen in Berlin aufhielt – um ihre Hand an. Paul und sein bis 1947 regierender Bruder Georg waren Söhne von Konstantin I. von Griechenland und Prinzessin Sophie von Preußen, der Schwester Kaiser Wilhelms II. Friederike heiratete also ihren Onkel 2. Grades, einen Cousin ihrer Mutter. Das frisch vermählte Paar lebte zunächst in einer Villa in Psychiko bei Athen, wo auch die ersten beiden Kinder das Paares auf die Welt kamen.
Während Friederike in Deutschland noch Mitglied im Bund Deutscher Mädel (BDM) gewesen war, stellte sie sich in Griechenland während des Krieges gegen das Dritte Reich und betrachtete einen möglichen Beitritt Griechenlands zu den Achsenmächten als widersprüchlich zu den griechischen Interessen. Das Thronfolger-Paar verbrachte den Zweiten Weltkrieg im südafrikanischen Exil.

### Königin von Griechenland

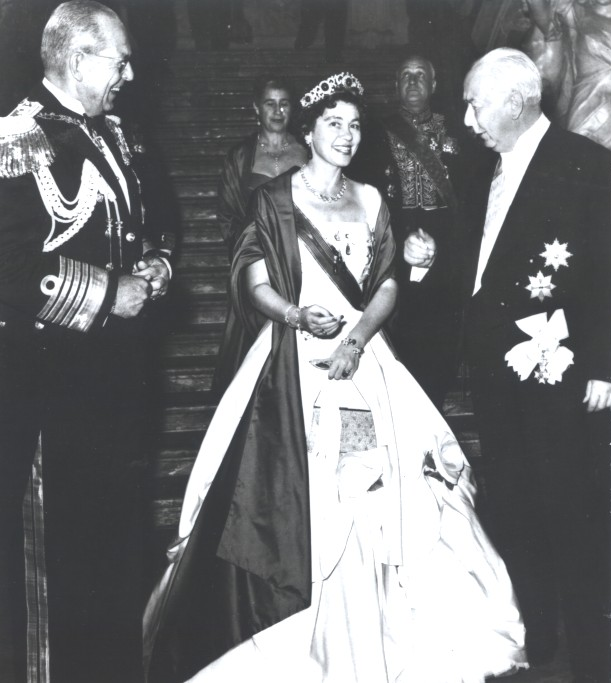
Königin Friederike mit König Paul und Theodor Heuss (1954)

Paul folgte am 1. April 1947 seinem Bruder Georg II. auf den Königsthron, mitten während des Griechischen Bürgerkriegs (1946–1949). Im Aufbau eines Sozialwerkes (Gründung von Schwestern-Ausbildungsstätten, Kinderheimen, Landwirtschaftsschulen) konnte Königin Friederike sich Anerkennung erwerben. Finanziert wurde der Fonds auch durch Steuern, die etwa beim Kauf von Fahrzeugen fällig wurden. Die Verteilung der Gelder bestimmte Friederike allein. In 51 Kinderdörfern konnte dank ihres Engagements 20.000 Kindern eine Schul- und Berufsausbildung geboten werden, hierfür warb Friederike auch im Ausland um Spenden.
Während ihrer Jahre als Königin wurde sie jedoch in Griechenland permanent für ihre deutsche Herkunft und ihre vermeintliche Sympathie für die Nationalsozialisten angefeindet. Vor allem der Umstand, dass sie selbst beim BDM und zwei ihrer Brüder Mitglieder der Waffen-SS waren, sorgte immer wieder für erhebliche Kritik von linksgerichteten Politikern. Bei einem Besuch in London, wo sie bei der Hochzeit von Prinzessin Elisabeth mit Prinz Philip – einem Cousin ihres Gatten – ihren erkrankten Mann vertrat, wurde sie von Winston Churchill darauf aufmerksam gemacht, dass der damals in England verhasste Kaiser Wilhelm II. ihr Großvater war. Sie bestätigte dies und gab selbstbewusst zurück, dass ihr Vater jedoch nach der salischen Erbfolge der rechtmäßige König von England wäre.

#### Umstrittene politische Einflussnahme
Ihre Aktivitäten beschränkten sich jedoch nicht nur auf den sozialen Bereich. In Korrespondenz mit Politikern und einflussreichen Persönlichkeiten konnte sie zwar viele Sympathien für Griechenland gewinnen, später nahm sie aber auf eine rechtlich fragwürdige, oft als verfassungswidrig bezeichnete Weise Einfluss auf die Politik. So nutzte sie die Ernennung von Regierungen als Machtinstrumentarium. Der Monarchie gegenüber kritisch eingestellten Politikern wurde trotz Zustimmung des Parlaments die Ernennung verweigert, da sie fürchtete, dass diese die Monarchie in Frage stellen könnten. So wurde ihr auch das Zerwürfnis des Ministerpräsidenten Konstantinos Karamanlis mit König Paul angelastet, das im Jahre 1963 Ausgangspunkt instabiler und krisenhafter Jahre wurde.
Sie galt zu dieser Zeit bereits als eine der meist gehassten Personen in Griechenland. Schon zu Lebzeiten ihres Mannes wurde gespottet, dass sie mit ihren 1,60 m ihren 1,90 m messenden Ehemann überrage. Nach dessen Tod 1964 wurde ihr von Ministerpräsident Georgios Papandreou nahegelegt, sich auf ihren Landsitz im österreichischen Salzkammergut zurückzuziehen und die jährliche Staatsrente von umgerechnet 400.000 Mark in Anspruch zu nehmen. Sie weigerte sich und nahm über ihren Sohn weiterhin Einfluss auf die griechische Politik.
Ebenso umstritten ist ihr Engagement bei der Errichtung von „Umerziehungslagern“ für Kommunisten Ende der vierziger Jahre in Griechenland.

### Exil

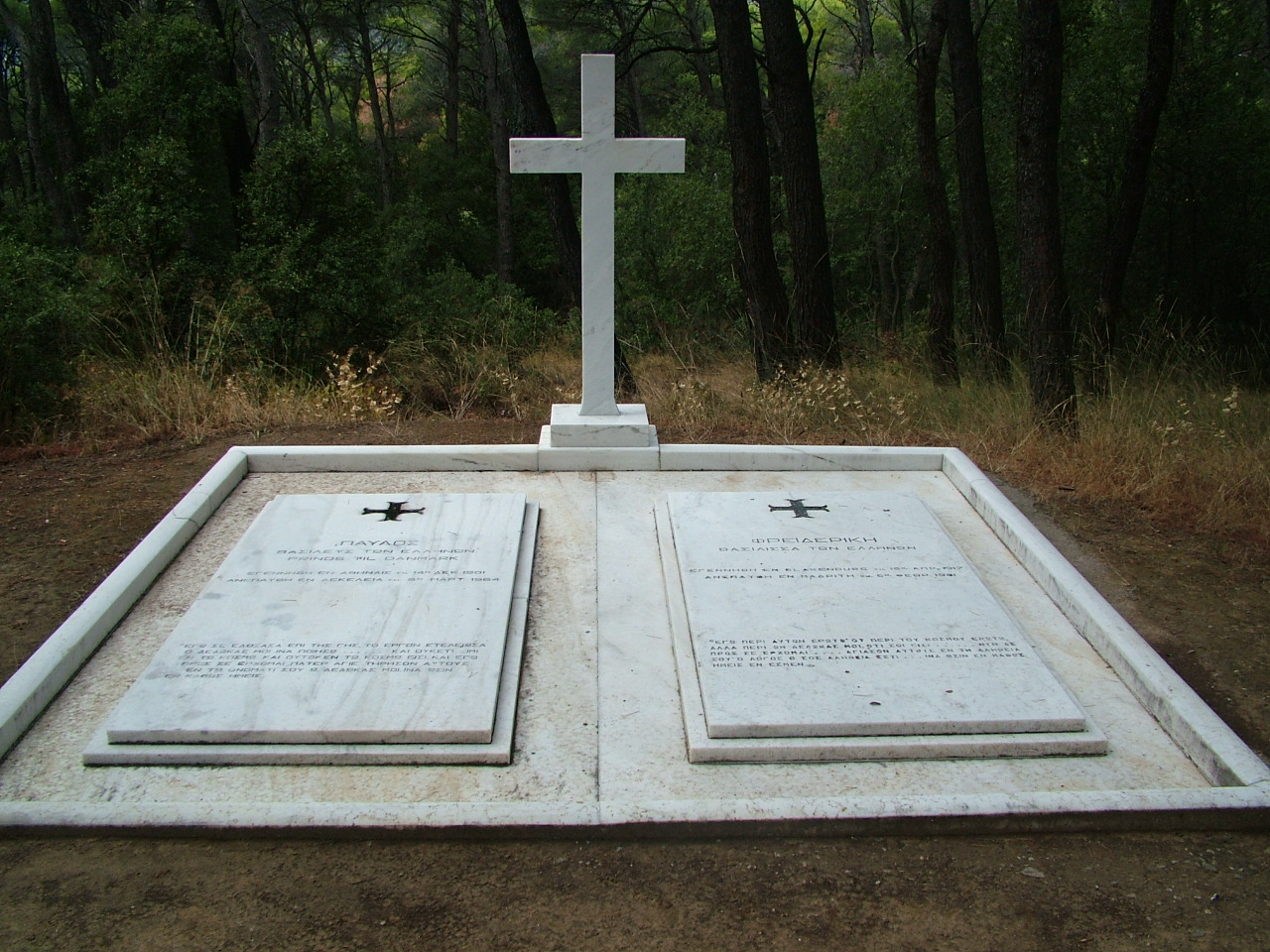
Grab von König Paul und Königin Friederike in Tatoi

Nach dem gescheiterten Gegenputsch ihres Sohnes König Konstantin II. gegen die Militärjunta im Dezember 1967 verließ sie Griechenland. Nach dem Ende der Militärherrschaft fand 1974 eine Volksabstimmung über die Staatsform statt. Konstantin  versprach, seine Mutter künftig aus dem Lande und dem politischen Leben Griechenlands fernzuhalten; dennoch stimmten mehr als zwei Drittel für die Abschaffung der Monarchie. Friederike lebte im spanischen Exil (ihre Tochter Sophia war als Gemahlin von Juan Carlos I. spanische Königin), wo sie während einer Augenlidoperation an Herzversagen starb. Sie wurde in Griechenland auf dem Königlichen Friedhof in Tatoi begraben.

## Vorfahren
|  |                                                                             |  |  |  |  |  |  |  |  |  |  |  |  |
|  | Georg V. König von Hannover (1819–1878)                                     |  |  |  |  |  |  |  |  |  |  |  |  |
|  |                                                                             |  |  |  |  |  |  |  |  |  |  |  |  |
|  |                                                                             |  |  |  |  |  |  |  |  |  |  |  |  |
|  | Ernst August von Hannover (1845–1923)                                       |  |  |  |  |  |  |  |  |  |  |  |  |
|  |                                                                             |  |  |  |  |  |  |  |  |  |  |  |  |
|  |                                                                             |  |  |  |  |  |  |  |  |  |  |  |  |
|  | Marie von Sachsen-Altenburg (1818–1907)                                     |  |  |  |  |  |  |  |  |  |  |  |  |
|  |                                                                             |  |  |  |  |  |  |  |  |  |  |  |  |
|  |                                                                             |  |  |  |  |  |  |  |  |  |  |  |  |
|  | Ernst August von Hannover (1887–1953)                                       |  |  |  |  |  |  |  |  |  |  |  |  |
|  |                                                                             |  |  |  |  |  |  |  |  |  |  |  |  |
|  |                                                                             |  |  |  |  |  |  |  |  |  |  |  |  |
|  | Christian IX. König von Dänemark (1818–1906)                                |  |  |  |  |  |  |  |  |  |  |  |  |
|  |                                                                             |  |  |  |  |  |  |  |  |  |  |  |  |
|  |                                                                             |  |  |  |  |  |  |  |  |  |  |  |  |
|  | Thyra von Dänemark (1853–1933)                                              |  |  |  |  |  |  |  |  |  |  |  |  |
|  |                                                                             |  |  |  |  |  |  |  |  |  |  |  |  |
|  |                                                                             |  |  |  |  |  |  |  |  |  |  |  |  |
|  | Louise von Hessen (1817–1898)                                               |  |  |  |  |  |  |  |  |  |  |  |  |
|  |                                                                             |  |  |  |  |  |  |  |  |  |  |  |  |
|  |                                                                             |  |  |  |  |  |  |  |  |  |  |  |  |
|  | Friederike von Hannover                                                     |  |  |  |  |  |  |  |  |  |  |  |  |
|  |                                                                             |  |  |  |  |  |  |  |  |  |  |  |  |
|  |                                                                             |  |  |  |  |  |  |  |  |  |  |  |  |
|  | Friedrich III. Deutscher Kaiser (1831–1888)                                 |  |  |  |  |  |  |  |  |  |  |  |  |
|  |                                                                             |  |  |  |  |  |  |  |  |  |  |  |  |
|  |                                                                             |  |  |  |  |  |  |  |  |  |  |  |  |
|  | Wilhelm II. Deutscher Kaiser (1859–1941)                                    |  |  |  |  |  |  |  |  |  |  |  |  |
|  |                                                                             |  |  |  |  |  |  |  |  |  |  |  |  |
|  |                                                                             |  |  |  |  |  |  |  |  |  |  |  |  |
|  | Victoria von Großbritannien und Irland (1840–1901), Princess Royal          |  |  |  |  |  |  |  |  |  |  |  |  |
|  |                                                                             |  |  |  |  |  |  |  |  |  |  |  |  |
|  |                                                                             |  |  |  |  |  |  |  |  |  |  |  |  |
|  | Viktoria Luise von Preußen (1892–1980)                                      |  |  |  |  |  |  |  |  |  |  |  |  |
|  |                                                                             |  |  |  |  |  |  |  |  |  |  |  |  |
|  |                                                                             |  |  |  |  |  |  |  |  |  |  |  |  |
|  | Friedrich VIII. von Schleswig-Holstein (1829–1880)                          |  |  |  |  |  |  |  |  |  |  |  |  |
|  |                                                                             |  |  |  |  |  |  |  |  |  |  |  |  |
|  |                                                                             |  |  |  |  |  |  |  |  |  |  |  |  |
|  | Auguste Viktoria von Schleswig-Holstein-Sonderburg-Augustenburg (1858–1921) |  |  |  |  |  |  |  |  |  |  |  |  |
|  |                                                                             |  |  |  |  |  |  |  |  |  |  |  |  |
|  |                                                                             |  |  |  |  |  |  |  |  |  |  |  |  |
|  | Adelheid zu Hohenlohe-Langenburg (1835–1900)                                |  |  |  |  |  |  |  |  |  |  |  |  |
|  |                                                                             |  |  |  |  |  |  |  |  |  |  |  |  |
|  |                                                                             |  |  |  |  |  |  |  |  |  |  |  |  |

## Nachkommen
Der im Jahr 1938 geschlossenen Ehe mit Prinz Paul von Griechenland, dem späteren König Paul I., entstammen drei Kinder:
- Sophia (* 2. November 1938), die spätere Königin von Spanien, ⚭ Juan Carlos I. von Spanien.
- Konstantin (* 2. Juni 1940 † 10. Januar 2023), der spätere König Konstantin II. von Griechenland, ⚭ Anne-Marie von Dänemark.
- Irene (* 11. Mai 1942), Prinzessin von Griechenland.

## Auszeichnungen (Auswahl)
- 1956: Sonderstufe des Großkreuzes des Verdienstordens der Bundesrepublik Deutschland
- 1959: Großkreuz des Verdienstordens der Italienischen Republik
- 1963: Elefanten-Orden